# Antiochis Ire
Pour les articles homonymes, voir Antiochis.
Antiochis Ire est une princesse hellénistique de la dynastie séleucide.

## Biographie
Antiochis Ire est la fille d'Achaïos et d'Apama, la fille de Séleucos Ier. Elle épouse Attalos, père d’Attale Ier, lui-même souverain de Pergame de 241 à 198 av J.C. Par ce mariage, la dynastie de Pergame se rattache donc aux Séleucides.